# Myrmicaria brunnea
Myrmicaria brunnea là một loài kiến có nguồn gốc ở Nam Á. Chúng có phần bụng cong xuống dưới đặc trưng và xương sống trên ngực. Loài này được phân loại bởi C. T. Bingham.